# Provinz Ingavi
Ingavi ist eine von zwanzig Provinzen des bolivianischen Departamento La Paz und liegt im westlichen Teil des Departamentos. Die Provinz trägt ihren heutigen Namen nach dem Ort Ingaví (auch: Ingavi), an dem 1841 die Schlacht von Ingavi stattfand, mit der die Unabhängigkeit Boliviens von Peru gesichert wurde.

## Lage

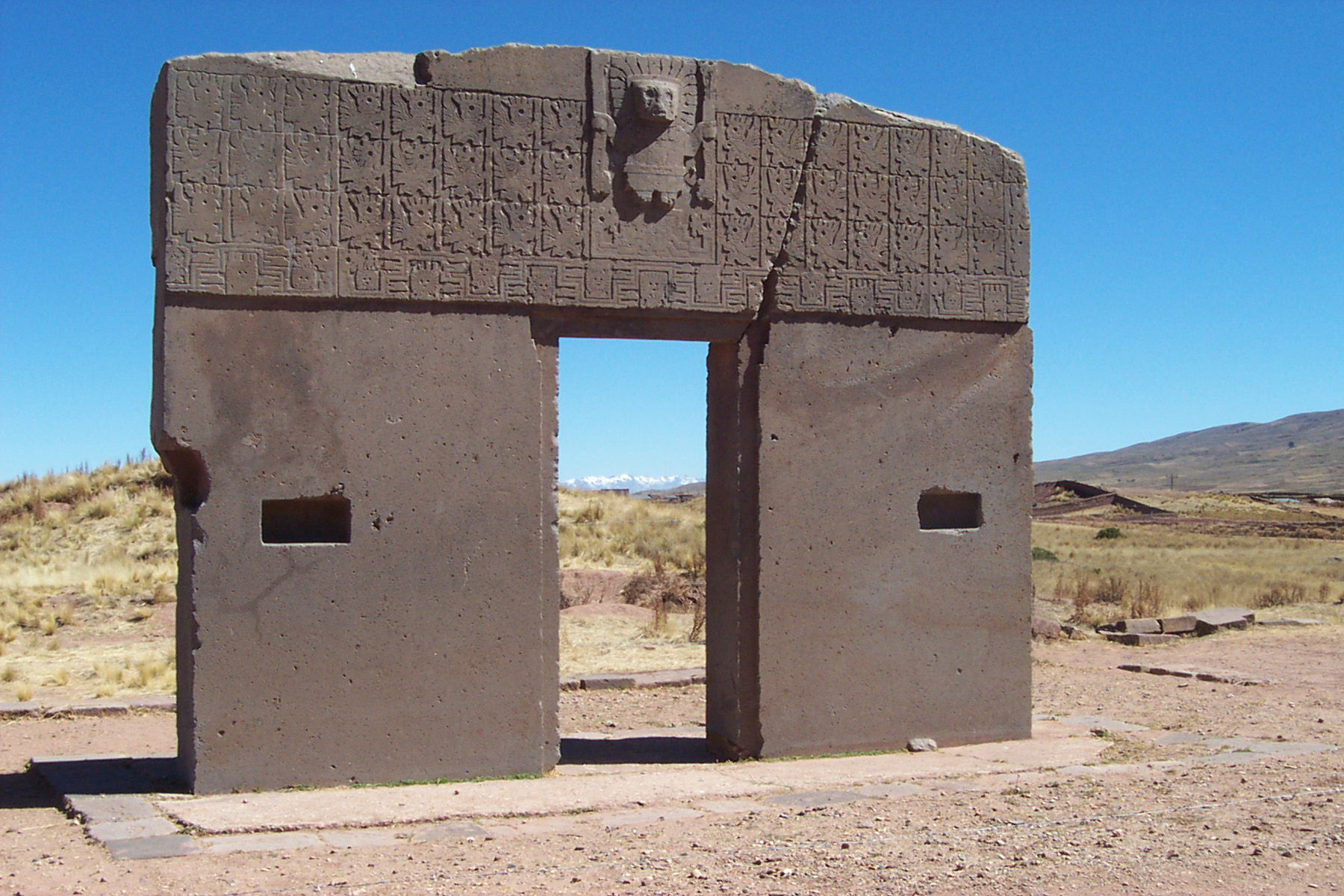
Sonnentor Tiahuanaco

Die Provinz liegt im zentralen Teil des bolivianischen Altiplano am Río Desaguadero und grenzt im Norden an den Titicacasee, im Westen an die Republik Peru, im Südwesten an die Provinz José Manuel Pando, im Süden an die Provinz Pacajes, im Südosten an die Provinz Aroma, im Osten an die Provinz Murillo, und im Nordosten an die Provinz Los Andes.
Die Provinz erstreckt sich zwischen etwa 16° 23' und 17° 06' südlicher Breite und 68° 11' und 69° 20' westlicher Länge, sie misst von Norden nach Süden bis zu 70 Kilometer, von Westen nach Osten bis zu 110 Kilometer.

## Bevölkerung
Die Einwohnerzahl der Provinz Ingavi ist in den vergangenen drei Jahrzehnten auf mehr als das Doppelte angestiegen:
| Jahr | Einwohner | Quelle       |
| ---- | --------- | ------------ |
| 1992 | 78 230    | Volkszählung |
| 2001 | 95 906    | Volkszählung |
| 2012 | 134 535   | Volkszählung |
| 2024 | 175 787   | Volkszählung |

Der Alphabetisierungsgrad in der Provinz beträgt 85,7 Prozent, und zwar 88,1 Prozent bei Männern und 69,1 Prozent bei Frauen.
Die Säuglingssterblichkeit ist von 7,7 Prozent (1992) auf 5,7 Prozent (2001) zurückgegangen.
77,8 Prozent der Bevölkerung sprechen Spanisch, 82,8 Prozent sprechen Aymara, und 0,8 Prozent Quechua. (2001)
59,7 Prozent der Bevölkerung haben keinen Zugang zu Elektrizität, 54,6 Prozent leben ohne sanitäre Einrichtung (2001).
70,0 Prozent der Haushalte besitzen ein Radio, 24,7 Prozent einen Fernseher, 41,4 Prozent ein Fahrrad, 0,8 Prozent ein Motorrad, 3,5 Prozent einen PKW, 3,4 Prozent einen Kühlschrank, und 4,9 Prozent ein Telefon. (2001)
74,1 Prozent der Einwohner sind katholisch, 20,0 Prozent sind evangelisch (1992).

## Gliederung
Die Provinz Ingavi gliederte sich bei der letzten Volkszählung von 2012 in die folgenden sieben Verwaltungsbezirke (bolivianisch: Municipios):
- 02-0801 Municipio Viacha – 113.453 Einwohner
- 02-0802 Municipio Guaqui – 8.599 Einwohner
- 02-0803 Municipio Tiahuanacu – 13.568 Einwohner
- 02-0804 Municipio Desaguadero – 7.867 Einwohner
- 02-0805 Municipio San Andrés de Machaca – 7.832 Einwohner
- 02-0806 Municipio Jesús de Machaca – 16.957 Einwohner
- 02-0807 Municipio Taraco – 7.511 Einwohner

## Ortschaften in der Provinz Ingavi
- Municipio Viacha
  - Viacha 62.516 Einw. – Achica Arriba 1105 Einw. – Chonchocoro 1102 Einw. – Mazo Cruz 877 Einw. – Hichuraya Grande 740 Einw. – Achica Baja 652 Einw. – Villa Remedios 589 Einw. – Irpuma 457 Einw. – Chacoma Irpa Grande 438 Einw.

- Municipio Guaqui
  - Puerto Guaqui 1238 Einw. – Guaqui 768 Einw. – Sullcata 600 Einw. – Lacuyo San Antonio 585 Einw. – Andamarca 527 Einw.

- Municipio Tiahuanacu
  - Huari Chico 1145 Einw. – Huacullani 1101 Einw. – Tiawanacu 860 Einw. – Yanarico 821 Einw. – Achaca 739 Einw. – Centro Huacullani 714 Einw. – Pillapi San Agustín 662 Einw. – Guaraya 652 Einw. – Huacuyo 511 Einw. – Pillapi 179 Einw.

- Municipio Desaguadero
  - Desaguadero 4065 Einw. – Azafranal 593 Einw. – San Juan de Huancollo 406 Einw. – Yanari 383 Einw.

- Municipio San Andrés de Machaca
  - Cuipiamaya 297 Einw. – Conchacollo 272 Einw. – San Andrés de Machaca 268 Einw. – Nazacara 177 Einw.

- Municipio Jesús de Machaca
  - Titicani Tucari 913 Einw. – Corpa 783 Einw. – Jesús de Machaca 604 Einw. – Sullkatiti Titiri 527 Einw. – Kalla Baja 521 Einw. – Yauriri San Francisco 509 Einw. – Santo Domingo de Machaca 504 Einw. – Chama 472 Einw. – Kalla Tupac Katari 144 Einw.

- Municipio Taraco
  - Ñachoca 1168 Einw. – Sapana 1055 Einw. – Coacollo 623 Einw. – Chivo 559 Einw. – Chiripa 372 Einw. – San José de Taraco 260 Einw. – Taraco 238 Einw. – Santa Rosa de Taraco 180 Einw.